# Régiment d'Auxerrois
Pour les articles homonymes, voir Régiment d'Auxerrois (homonymie).
Le régiment d'Auxerrois est un régiment d'infanterie du royaume de France, créé en 1776 par dédoublement du régiment de La Marine, créé en 1635 sous le nom de régiment Cardinal-Duc, devenue sous la Révolution le 12e régiment d'infanterie de ligne.

## Création et différentes dénominations
- 26 septembre 1635 : création du régiment Cardinal-Duc
- 1636 : renommé régiment de La Marine
- 1776 : les 2e et 4e bataillons forment le régiment d'Auxerrois
- 1er janvier 1791 : renommé 12e régiment d'infanterie de ligne

## Colonels et mestres de camp
- 26 septembre 1635 : ArmandJean du Plessis cardinal de Richelieu
- 12 décembre 1642 : François Le Hardy, marquis de La Trousse[1]
- 13 février 1643 : Giulio Mazzarini cardinal Mazarin
- 13 mars 1661 : Philippe Julien Mancini-Mazzarini, duc de Nevers
- 4 février 1667 : Charles-Félix de Galéan, comte de Gadagne[Note 1]
- 8 juillet 1667 : Jean-Claude de Rochechouart, marquis de Tonnay-Charente
- 17 octobre 1673 : Pierre de Jarzé, comte de La Motte
- 29 août 1675 : André de Matthieu de Castellas
- 7 décembre 1683 : Henri Roger de La Rochefoucaud, marquis de Liancourt
- 1694 : Louis Jean Charles, marquis de Talleyrand
- 26 juin 1702 : Pierre Le Guerchois de Sainte-Colombe
- 30 juin 1709 : Michel Chamillart, marquis de Cany[Note 2]
- 3 août 1716 : Alexandre Maximilien Balthazar Dominique de Gand d'Esenghien, comte de Middelbourg[Note 3]
- 10 mars 1734 : Charles Pierre Gaston de Lévis, duc de Mirepoix[Note 4]
- 26 juillet 1737 : Louis Henri, marquis d'Aubigné de Tigny[Note 5]
- 1er février 1748 : François Vachon de Briançon, marquis de Belmont
- 30 novembre 1761 : Louis Bernard de Cléron, comte d'Haussonville[Note 6]
- 3 janvier 1770 : Étienne, vicomte de Jaucourt
- 18 avril 1776 : vicomte Claude Charles Damas-Marillac[Note 7]
- 27 janvier 1782 : vicomte Alexis Paul Michel Leveneur de Tillières[Note 8]
- 24 avril 1782 : comte Charles François Joseph de Fléchin de Vamin[Note 9]
- 25 juillet 1791 : François Félix de Galaup
- 5 février 1792 : François Guillaume de Bragouze de Saint-Sauveur
- 23 mars 1792 : Charles Henri Le Bœuf de La Noue[2] de Saint-Martin[3] où des Brunières[4].

## Historique des garnisons, combats et batailles
Le Cardinal de Richelieu, cédant a la mode de son temps, voulut avoir un régiment d'infanterie. II faisait subir en 1635 à l'armée un remaniement complet qui avait surtout pour but le succès de sa politique. Il enrégimentait la cavalerie pour amoindrir la haute noblesse, et il supprimait des régiments d'infanterie d'une médiocre valeur, ou dont les chefs lui déplaisaient. Son dessein, quant à l'infanterie, était d'avoir moins de régiments et de les avoir meilleurs et plus complets. Avec des compagnies des corps licencies, il forma pour lui-même un corps, dont il se d6clara colonel, auquel il donna le titre « régiment de Cardinal-Duc » et qu'il pourvut immédiatement du drapeau blanc, c'est-à-dire du privilège de la permanence, sans prendre l'attache du colonel général de l'infanterie dont le « régiment de La Marine » resta toujours indépendant.

### Régiment de Cardinal-Duc (1635-1636)

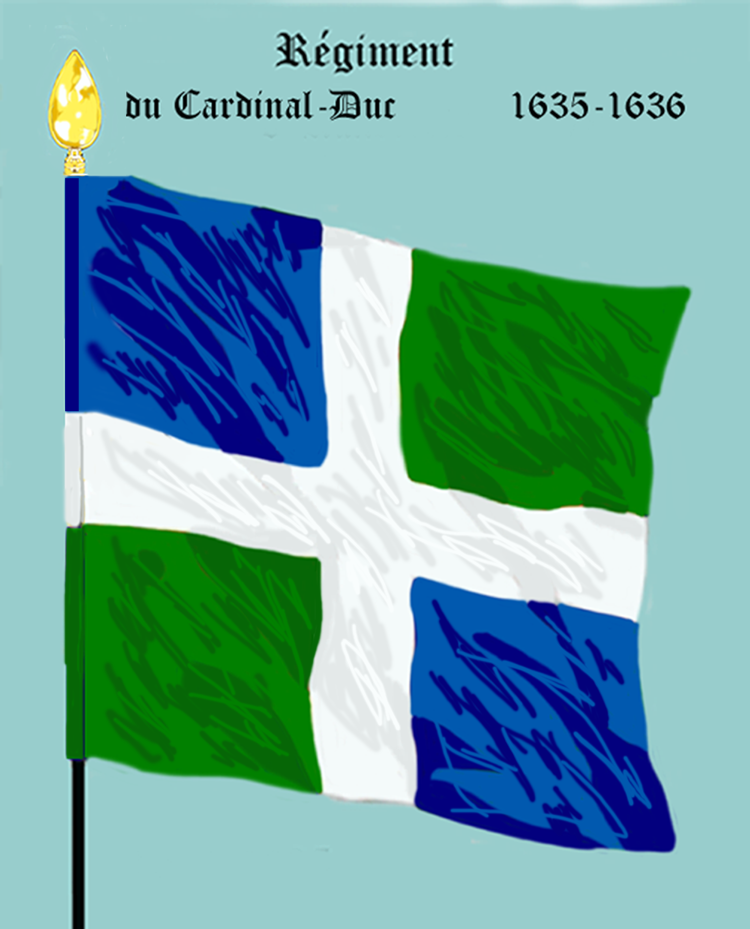
Régiment de Cardinal-Duc de 1635 à 1636

Le « régiment de Cardinal-Duc » est créé par ordonnance du 26 septembre 1635, et formé de dix-huit compagnies provenant des corps licenciés et dont l'octroi du drapeau blanc fut un privilège énorme pour le « régiment Cardinal-Duc » car au lieu d'occuper le 106e rang que lui donnait son ancienneté au moment de sa lev6e, il se trouva placé d'emblée et sans contestation au 16e rang

#### Guerre de Trente Ans
Le « régiment de Cardinal-Duc » débuta dès le mois de janvier 1636 à l'armée que Louis comte de Soissons commandait sur la Meuse, dans le cadre de la guerre de Trente Ans. Le 31 mai, cette armée défait complètement près d'Ivoy une troupe de 4 000 Cosaques polonais qui commettaient depuis une année toutes sortes de cruautés sur cette frontière. Les enfants perdus du régiment leur portèrent les plus rudes coups. Quatre cents furent tués sur place, et on leur prit tout leur bagage, 600 chevaux, trois étendards et sept paires de timbales.
Apres ce beau fait d'armes, 400 hommes du corps furent envoyés à l'armée du cardinal de La Valette pour porter secours à Colmar. Le reste servit à la reprise de Corbie, qui se rendit le 10 novembre, et se fait remarquer en défendant énergiquement un moulin situé sur la Somme.

### Régiment de La Marine (1636-1776)

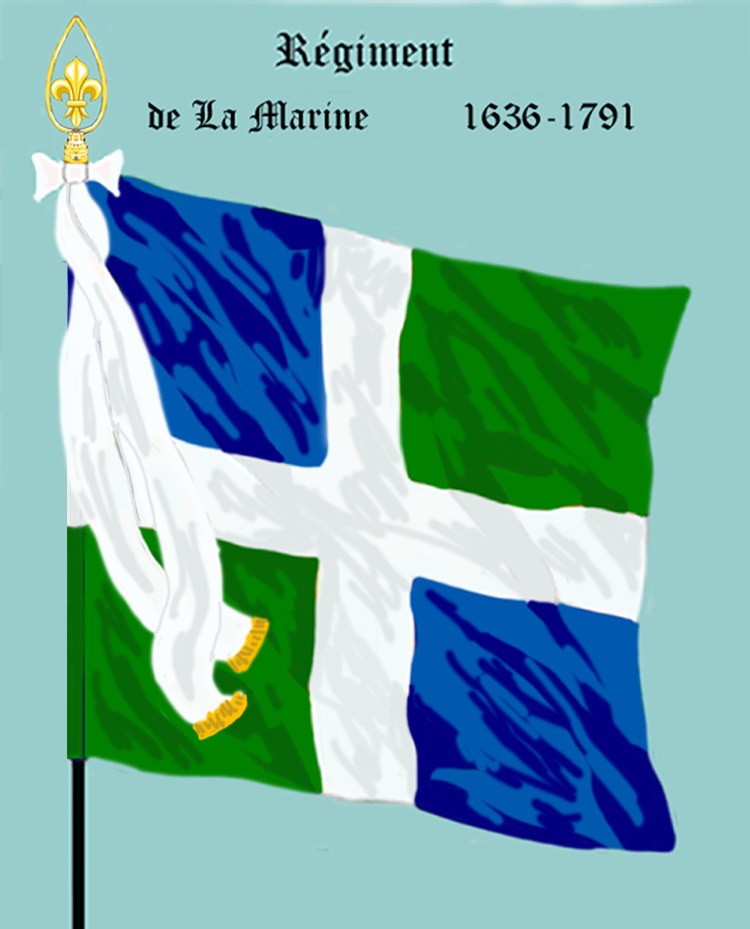
Régiment de La Marine de 1636 à 1791

#### Guerre de Trente Ans -  Guerre franco-espagnole - Fronde
A la fin de cette année,le cardinal de Richelieu, qui avait un régiment de cavalerie portant aussi le nom de Cardinal-Duc, voulut changer le litre de son régiment d'infanterie, et, comme il était grand-maitre et surintendant général de la navigation, il lui donna le nom de « régiment de La Marine » qu'il a toujours porté depuis. II le destinait, sans doute, au service de mer, ainsi que les régiments des Vaisseaux et des Galères créés vers la même époque, mais les circonstances ne se prêtèrent pas a cette combinaison, et par le fait le régiment ne servit jamais d'une manière spéciale dans les ports ou sur les flottes. La tradition rapporte cependant que c'est a cette destination de principe que le régiment de La Marine a dû les couleurs de ses drapeaux d'ordonnance, qui avaient deux quartiers bleus, couleur du ciel, et deux quartiers verts, couleur de la mer.
Au mois de juillet 1636, on trouve le régiment de La Marine à la prise des villes et château de Bohain.
En 1637, il est au siège de Landrecies, puis au siège de La Capelle ou il ouvre la tranch6e, et à la défense de Maubeuge.
En 1638, il est devant Saint-Omer. Piccolomini fait une tentative pour secourir la place, mais le régiment contribue avec le régiment de Piémont a le repousser et il se fait remarquer le 8 juillet en faisant échouer une nouvelle manœuvre de ce général du côte de Polincove. Le maréchal de Navailles y était alors enseigne de la compagnie colonelle et s'y distingue.
Le 9 juin 1639, durant le siège d'Hesdin, des soldats du régiment de La Marine emporte une demi-lune après avoir arraché les fraises, renversent les palissades, tuent a coups de hallebardes et de piques les premiers qui se présentent, et forcent les autres à se jeter dans la rivière. Le 4 aout Lorsque les retranchements de l'armée espagnole sont assaillit, le « régiment de La Marine » chasse l'ennemi du village de Saint-Nicolas et il s'empara des canons. Le régiment s'illustra ensuite au combat de Ruminghem, et au mois de septembre il participe à la prise d'assaut du fort de Manicourt. Sur la fin de la campagne, le régiment est envoyé à Caudebec pour réprimer une révolte de paysans insurgés contre les tailles, ou ils sont complètement dispersés aux environs d'Avranches.
En 1640, le régiment est au siège d'Arras, et se distingue à la défense du fort Rantzaw. « Le régiment de Roncherolles qui était dans le fort Rantzaw en est chassé. Le « régiment de La Marine » alla immédiatement attaquer le fort avant que les défenseurs aient eu le temps de s'y fortifier. Le régiment attaqua si courageusement qu'il les mit dehors ». Les Espagnols perdirent la 4 000 hommes, mais la victoire couta aussi cher au « régiment de La Marine » qui eut vingt-huit officiers tués ou blessés. L'enseigne Charles-Félix de Galéan, comte de Gadagne, qui devait plus tard commander le régiment (le 4 février 1667), y reçoit deux coups d'épée et deux coups de pique. Après la capitulation d'Arras, le régiment fest l'un des six qui y sont mis en garnison.
L'année suivante, au siège d'Aire, il prend d'assaut la demi-lune et le chemin couvert. Charles-Félix de Galéan, comte de Gadagne devenu lieutenant y reçoit un coup de feu à l'épaule et un coup de pique à la cuisse. Le régiment fait ensuite les sièges de La Bassée et de Bapaume et prend ses quartiers d'hiver à La Bassée. Cette place est assiégée en 1642, et 250 hommes du « régiment de La Marine », qui y étaient restés, ont une grande part à la défense que fait la garnison pendant les mois d'avril et de mai.
Après la mort du cardinal de Bichelieu, le 4 d6cembre 1642, le régiment devint la propriété du cardinal Mazarin qui lui fait donner, en en prenant possession, par brevet du 13 février 1643, le rang et le privilège de 6e des vieux corps.
Cette même année 1643, le « régiment de La Marine » se trouve à la bataille de Rocroi à la gauche du régiment de Picardie, puis aux prises de Landrecies, de Barlemont, d'Émery, de Maubeuge et de Binche. Le 25 juin, le régiment de La Marine arrive avec le régiment de Picardie devant Thionville. Le 13 juillet ces deux régiments emportent de vive force un moulin retranché et s'y maintiennent malgré les furieuses attaques des assiégés. Dans la nuit du 28 au 29, ils emportent la demi-lune du front de Metz et Thionville capitula le 9 août.
En 1644, pour tirer le régiment de la fausse position où il se trouvait vis-à-vis des petits vieux et de quelques drapeaux blancs plus anciens que lui, on renvoya à l'armée de Catalogne qu'il joignit le 16 juin, et partagea les travaux et la gloire du régiment de Champagne au siège de Tarragone. A l'attaque du Môle, 500 hommes s'élancent sur la barrière du côte de la mer et l'emportent de vive force. Après la levée de ce siège, le régiment se rendit maitre le 20 octobre de la ville de Gramont.
En 1645, le régiment arrive sur la fin du siège de Roses, et prend une grande part à l'assaut du 27 mai qui amène la capitulation. A la bataille de Llorens, le « régiment de La Marine » occupe la gauche de l'infanterie en première ligne. Il est ensuite au siège de Balaguer, et disperse le 12 août un convoi qui cherchait a pénétrer dans la ville. Le régiment fut employé très activement aux deux sièges de Lérida en 1646 et 1647, et après la levée du dernier il forme l'arrière-garde de l'armée du prince de Condé et eut à soutenir plusieurs combats acharnés.
En 1648, le « régiment de La Marine » ouvre le 5 juillet la tranchée devant Tortose à la deuxième attaque et se couvre de gloire à l'assaut du 12. A la fin de cette année, les troubles de la Fronde prenant un caractère alarmant dans le midi de la France, le « régiment de La Marine » passe en Guyenne et est employé en 1649 a réprimer les révoltés de Bordeaux.
L'année suivante il alla renforcer l'armée de Flandre commandée par le maréchal du Plessis-Praslin, mais il en est bientôt détaché pour tenir garnison à Saint-Quentin. II avait trouvé là, à l'armée de Flandre, un de ces corps plus anciens que lui et qui lui gardait une profonde rancune a cause de la faveur arbitraire dont il avait été l'objet. C'était précisément le régiment de famille du maréchal du Plessis-Praslin. C'est sans doute cette circonstance qui fit reléguer le régiment de La Marine dans une place. Toutefois il ne resta pas longtemps dans Saint-Quentin. II en sortit à la fin du mois de septembre pour aller avec le régiment de Sault se jeter dans Mouzon assiégé par les Espagnols.
Ici se présenta une nouvelle difficulté. Le régiment de Sault était un des six petits Vieux et avait par conséquent peu de disposition a céder le pas au régiment de La Marine« ». Le différend qui s'é1eva entre eux à propos de la préséance les empêcha d'arriver en vue de la ville avant le jour et faillit faire échouer l'expédition. Ces deux corps découverts par les assiégeants eurent a essuyer tout leur feu et furent obliges de se retirer. Le 14 décembre, le « régiment de La Marine » donna l'assaut à Rethel et se rendit maitre de la brèche au prix de trois capitaines et 80 soldats tués. Les assiégés réunissant toutes leurs forces firent un effort désespéré et le contraignirent a se retirer au delà du pont. Il s'y barricada et foudroya si a propos la ville avec trois pièces de canon qu'elle se rendit sous ses drapeaux. Le régiment y fut mis en garnison et ne se trouva pas à la bataille du lendemain 15, où Turenne fut vaincu par l'armée royale.
En 1651, le régiment retourna à l'armée de Flandre. Les réclamations contre le rang qui lui avait été donné s'y renouvelèrent plus vives que jamais : la puissance de Mazarin était alors en baisse. Louis XIV mit fin aux querelles par la lettre suivante qu'on lui fit écrire au Maréchal d'Aumont qui commandait l'armée : « Mon cousin, ayant été informé de ce que vous écrivez au sieur de Brienne sur la peine où vous continuez d'être à l'égard du « régiment de La Marine », et m'ayant été représenté par un officier dudit régiment venu exprès, que pour éviter les contestations arrivées au regard du rang de ce régiment, on pourrait le faire servir conjointement avec celui de Picardie pendant la présente campagne; j'ai bien voulu vous faire cette lettre pour vous dire, par l'avis de la reine régente, Madame ma mère, que mon intention est que vous l'incorporiez dans celui de Picardie, pour servir ensemble en même poste et en même quartier et en toutes occasions qui s'offriront durant la campagne de cette année, jusqu'à ce qu'autrement en soit ordonne, etc ». Cette incorporation simulée qui n'avait réellement pour conséquence que de former une brigade avec les régiments de Picardie et de La Marine, satisfit les m6contents, parce que le régiment de La Marine« » n'avait plus d'attaques particulières et elle dura jusqu'à la fin des troubles de la Fronde. Ce temps passé et Louis XIV devenu homme, personne n'osa trouver a redire à ce qui lui semblait bon. Après le siège de Sainte-Menehould, qui eut lieu a la fin de 1653 et auquel le « régiment de La Marine » avait servi sans le « régiment de Picardie » occupé ailleurs, le rang de sixième des vieux corps cessa de lui être disputé. Ce rang lui fut enfin définitivement assuré par le règlement du 26 mars 1670.
Le régiment termine donc la campagne de 1651 avec le régiment de Picardie et se trouve avec lui en 1652 au siège d'Étampes, sous le ordres du lieutenant-colonel  Charles-Félix de Galéan, comte de Gadagne, où il fait des prodiges de valeur. Lors de la seconde attaque d'Étampes, il est moins heureux, ou le comte de Gadagne reçoit plus de vingt coups d'épée et de pique dans son buffle, ainsi qu'à la bataille du faubourg Saint-Antoine, où le régiment est écrasé en attaquant les barricades de la rue de Charonne ou il pénètre malgré le feu qu'on faisait des maisons. Paul Jules Mancini, son colonel-lieutenant et neveu du cardinal, y est tué ainsi qu'un grand nombre d'officiers.
En 1653, la guerre civile était éteinte aux environs de Paris, mais elle était encore menaçante dans certaines provinces. Le « régiment de La Marine » fut envoyé en Bourgogne et fait le siège de Bellegarde. II y ouvre la tranchée le 13 mai et se distingue en allant en plein jour couper les écluses qui retenaient l'eau des fossés. Cette action hardie amena la capitulation. II partit de la pour joindre l'armée que Turenne commandait en Champagne et il prend part aux sièges de Mouzon et de Sainte-Ménehould. Le 27 septembre avec trente mousquetaires du régiment placés dans des maisons près de la porte de Bourgogne d'où il dominait la place, incommodèrent tellement par leurs feu les assiégés, que ceux-ci, voyant d'ailleurs les mines prêtes à jouer, battirent la chamade.
En 1654, il sert encore en Champagne sous le maréchal de Fabert et se trouve au siège de Stenay. Le 22 juillet, en présence du roi, il se loge après une action fort vive sur le chemin couvert. Le régiment passe ensuite à l'armée de Flandre et à la gloire de contribuer à la levée du siège d'Arras, en entrant des premiers dans les lignes des Espagnols. II termine cette campagne par la prise du Quesnoy. Le lieutenant-colonel de Gadagne eut encore un coup de mousquet à la tête devant Arras.
En janvier 1655, le régiment a un détachement a la prise du bas Catelet. En avril il coopère au ravitaillement du Quesnoy et fait ensuite le siège de Landrecies, où il monte trois gardes de tranchée. Le 29 juin, il est a l'attaque du chemin couvert, et malgr6 un feu terrible de mousqueterie et de grenades, les troupes parviennent à établir sur la palissade un logement capable de contenir 200 hommes avec deux pièces de canon. Après la capitulation de Landrecies, le régiment de La Marine contribue encore aux prises de Condé et de Saint-Ghislain.
En 1656, on le trouve au siège de Valenciennes où il fait de brillants efforts pour prévenir la catastrophe qui força l'armée française à le lever. Le comte de Gadagne y est encore blessé et fait prisonnier.

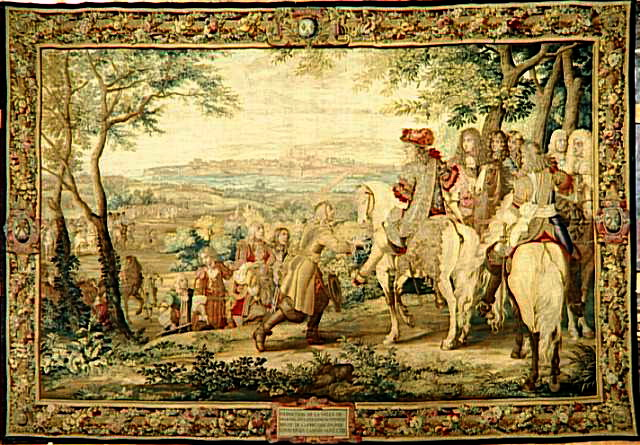
Prise de la ville de Marsal en Lorraine par Louis XIV le 1er septembre 1663

L'année suivante, il est aux sièges de Montmédy, de Saint-Venant et de La Mothe-aux-Bois et au secours d'Ardres.
En 1658, il fait le siège de Dunkerque et soutient sa réputation à la bataille des Dunes. II termine cette campagne par les prises de Bergues, de Dixmude et de Furnes et entre en quartiers d'hiver dans cette dernière place.
En 1659, la paix, qui met fin à la guerre franco-espagnole est signée, et le « régiment de La Marine » occupe le 4 mars 1660 la ville d'Avesnes que les Espagnols nous rendaient.

#### Période de paix
En 1663, le régiment fait partie de la petite armée que le roi conduisit devant Marsal qui capitula le 4 septembre.
En 1644, le pape venait de se brouiller avec Louis XIV. Le fils aine de l'Église envoya contre le Saint-Père une armée que commandait le maréchal du Plessis-Praslin. Dix-sept compagnies du « régiment de La Marine » commandées par le lieutenant-colonel, faisaient partie de l'expédition. On n'alla que jusqu'à Modène, le différend ayant été terminé par le traité de Pise le 12 février. A sa rentrée en France, le régiment est mis en garnison à Hesdin.

#### Guerre de Hollande
Porté à soixante-dix compagnies pour la guerre de Hollande, le « régiment de La Marine » fait d'abord partie du corps de Turenne et se trouve à presque toutes les actions de la campagne de 1672. Le 1er bataillon partage la gloire des troupes qui firent lever le siège de Woerden et il est de la fameuse course du duc de Luxembourg en Hollande.
En 1673, le même bataillon sert au siège de Maastricht, tandis que les autres bataillons faisaient partie de l'armée d'observation qui couvrait le siège. A la fin de la campagne, le régiment eut ses quartiers à Trèves. II quitta cette ville au mois de juillet 1674 et rejoignit l'armée de Turenne sur le Rhin. Il se trouve le 4 octobre à la bataille d'Entzheim, ou il occupe la gauche de l'infanterie en première ligne, et est ensuite mis en garnison, deux bataillons à Brisach et le troisième à Trèves.
Le 3e bataillon fait en 1675 partie de l'armée du maréchal de Créquy, et contribue au mois de juin à la prise de Limbourg. Les autres bataillons combattent sous les ordres de Turenne, jusqu'au jour où l'illustre maréchal tombe frappé par un boulet. Ils se trouvent ainsi aux batailles de Mulhouse, de Turckheim, et à celui d'Altenheim.

Après la mort de Turenne et avant que Condé fut venu le remplacer, l'armée du Rhin s'était réduite à la plus stricte défensive, et les bataillons du « régiment de La Marine » avaient été jetés dans les places. Le lieutenant-colonel Matthieu de Castellas s'était renfermé dans Haguenau, avec la majeure partie du corps. II y fut bientôt assiégé par Montecuculli, et se prépara à une héroïque r6sistance. Le prince de Condé, en apprenant cette nouvelle, dit : « La Marine y est, j'ai le temps d'arriver, et puis, je connais Matthieu, s'il manque de boulets il se fera mettre dans un canon ». II lui écrivit pour l'encourager à bien faire. Le brave lieutenant-colonel lui envoya cette réponse laconique qui eut grand succès à la cour. « Tant que Matthieu sera Matthieu, Haguenau sera au roi ». Il tint parole, et Montecuculli, voyant ses efforts se briser contre une résolution aussi tenace, leva le siège. Matthieu de Castellas fut, pour l'époque, magnifiquement récompensé de son courage : il fut pourvu du régiment en remplacement du comte de La Motte.

Le 11 aout, l'armée du maréchal de Créquy, dont un bataillon du régiment fait partie, est battue à Consarbrück. La déroute est si complète, qu'il ne reste d'autre parti au général que de se jeter dans Trèves et de s'y défendre; mais la ville se rend le 6 septembre.
Ce bataillon de La Marine fut envoyé en septembre à Charleroi, tandis que les autres passèrent l'hiver à Brisach.
En 1676, le « régiment de La Marine » se trouve à la bataille de Kokersberg. 3 compagnies du régiment renfermées dans Philisbourg, furent réunies avec neuf compagnies du régiment du Dauphin et une compagnie franche, pour former, sous le titre de « La Marine », un bataillon qui se distingua beaucoup à la défense de cette ville. Cette même année, un bataillon levé pour l'expédition de Sicile et commande par M. de Belzunce, devint le noyau du régiment de Vivonne.
Le régiment fait la campagne de 1677 en Allemagne. Il sert avec distinction au siège de Fribourg, et y est mis en garnison. Un bataillon était cette même année a Maastricht, qu'il évacua le 10 juin 1678 après la signature de la paix avec la Hollande et l'Espagne.
En 1678, le « régiment de La Marine » est a l'attaque des retranchements de Säckingen  et aux sièges de Kehl et de Lichtemberg.
II termine enfin cette guerre en 1679 par le combat de Minden.

#### Période de paix
Après la paix, il est envoyé à Saint-Etienne pour y tenir garnison, et passe ensuite à Bayonne.
En 1681, le régiment se trouve dans le Dauphiné quand il reçoit l'ordre de se rendre à Pignerol. Deux jours après son arrivée dans cette place, le 28 septembre, il en sort avec un petit corps d'armée commandé par le général Catinat qui occupe Casal le 1er octobre.
En 1682, le 1er bataillon quitte Casal pour se rendre en Alsace et il fait partie en 1683 du camp de Bouquenom.

#### Guerre des Réunions
Au début de la guerre des Réunions, en octobre 1683, le 1er bataillon quitte le camp de Bouquenom et se rend à Thionville.
En 1684, le 1er bataillon se trouve au siège de Luxembourg, où il est rejoint par le 2e bataillon resté jusqu'alors à Casal en Italie.
Après la reddition de cette place, le régiment alla à Valenciennes puis il revint à Luxembourg en 1685 et se trouvait l'année suivante à Thionville.
Le 13 septembre 1684, plusieurs compagnies du régiment de La Marine sont transférées pour créer le régiment de Foix.

#### Guerre de la Ligue d'Augsbourg
La guerre se ralluma en 1688. Au mois de septembre, le 1er bataillon joignit le corps du marquis de Boufflers campé entre Mayence et Kreutznach, et se trouve au bombardement de Coblence et eut ses quartiers d'hiver dans le Palatinat.
Au printemps de 1689, il se mit en route pour Châlons-sur-Marne où il devait retrouver le 2e bataillon, mais les ennemis menaçaient Mont-Royal et il rétrograda pour entrer dans cette place. L'ennemi tournant alors ses forces contre Mayence, Boufflers pour faire diversion, emporta la ville et le château de Kockheim. Pendant ce temps, le 2e bataillon s'était rendu à l'armée que le maréchal de Lorges commandait en Allemagne. A la fin de la campagne les bataillons se réunirent à Sarrelouis et y passèrent l'hiver.
Le régiment fait la campagne de 1690 à l'armée du Dauphin, rassemblée à Landau, et destinée à couvrir les frontières. II prit ses quartiers d'hiver à Brisach.
En janvier 1691, il se rend à Valence et joignit, au mois d'avril, l'armée que Catinat commandait en Piémont. La première affaire à laquelle il prend part, est le siège du château de Veillane, qui se rendit à ses grenadiers. Il fait ensuite le siège de Carmagnole où le 1er bataillon y ouvre la tranch6e dans la nuit du 7au 8 juin, et le gouverneur bat la chamade sous ses drapeaux. Après avoir encore participé à la prise de Montmélian, il se trouve le 24 octobre au combat du col de la Fenêtre où est écrasée l'arrière-garde du duc de Savoie, et il contribue a faire lever le siège de Suze. Après cette campagne, le régiment prend ses quartiers d'hiver à Embrun et y rétablit son 3e bataillon.
La campagne de 1692 fut stérile en évènements. Le 2e bataillon reste à Embrun, et prend part à la défense de cette place dont le duc de Savoie se rend maitre. Apres la capitulation qui portait que la garnison ne servirait pas d'un an, il est envoyé à Grenoble.
Au début de 1693, ce bataillon rejoignit les deux autres qui se trouvaient dans la principauté d'Orange. Le régiment repassa bientôt les Alpes, et contribue en juillet et août à la défense de Pignerol et du fort de Rochecotet et le 4 octobre il est a la bataille de la Marsaglia. Le régiment de La Marine était le premier régiment de l'armée de Catinat, et sa brigade avait la droite de l'infanterie en première ligne. Elle franchit, sans tirer un coup de fusil, les haies qui couvraient l'infanterie lombarde, pénétra jusqu'au cinquième rang, taillant en pièces tout ce qui résistait et marcha sans s'arrêter sur la seconde ligne ennemie qui ne l'attendit point. Cette journée brillante faillit lui devenir fatale. Quelques corps de la gauche, atteints d'une terreur panique, se jetèrent en désordre dans ses rangs el y mirent la confusion. La cavalerie ennemie, en profita pour charger et tua beaucoup de monde à La Marine. Cependant le régiment fit bonne contenance, rétablit ses rangs à la droite de la seconde ligne et reprit son avantage. Le reste de celle campagne et la suivante ne présentent aucun fait intéressant pour l'histoire du régiment.
A la fin de 1694, il est envoyé à Nice, et il passa l'année 1695 en observation à Antibes, Villefranche et Monaco. Au mois d'octobre il se rend dans la vallée de Queyras où il hiverne.
En 1696, il est au siège de Valence, dernière opération de l'armée d'Italie pendant cette guerre. II y ouvre la tranchée le 24 septembre, à l'attaque de droite. Pendant les travaux de ce siège, le duc de Savoie fit des ouvertures pour la paix et l'on s'occupa aussitôt d'en poser les préliminaires. Pendant ce temps, le « régiment de La Marine » détache 500 hommes à Casal, qui fournirent une garde d'honneur devant le logis du duc. Le régiment rentra bientôt en France.
En 1697, il passe à l'armée de Catalogne, sous les ordres du duc de Vendôme. II est employé dès son arrivée au siège de Barcelone. II y ouvre la tranchée à droite, le 15 juin. Après cinquante deux jours d'un siège aussi meurtrier que long, où ses grenadiers se conduisent de la manière la plus brillante, surtout à l'attaque du chemin couvert, la place se rendit et le « régiment de La Marine » en prit possession le 11 août, ainsi que de la citadelle du Montjuïc.
A la paix de Ryswick, le régiment est cantonné dans le Roussillon d'où il se rend en 1699 à Pau et plus tard à Bayonne.

#### Guerre de Succession d'Espagne
Engagés dans la guerre de Succession d'Espagne, les trois bataillons du « régiment de La Marine », quittent Bayonne le 2 Janvier 1701, et se dirigent sur Toulon ou ils s'embarquent pour l'Italie. Ils se trouvent au combat de Carpi, mais sans y prendre part et assistent aussi à celui de Chiari.
En 1702, le régiment est détaché sous les ordres du comte Albergotti pour s'emparer de Reggio, de Modène, de Correggio et de Carpi, et il combat bravement à Luzzara le 15 août. Les 1er et 3e bataillons sont chargés de la défense de la digue qui va de Luzzara à San-Benedetto. Le 2e bataillon servait de garde au roi d'Espagne, à Castel Maggiore. Les Impériaux repoussés à la gauche cherchèrent à se rendre maitres de la digue. Les deux bataillons du « régiment de La Marine » soutinrent leur feu sans s'ébranler et sans perdre de terrain. A sept heures le 2e bataillon, demanda au roi d'Espagne la permission d'aller renforcer les autres bataillons en difficulté. Après une nouvelle charge les Impériaux furent obliges de se retirer, abandonnant deux pièces de canon. Ce furieux combat ne cessa qu'à une heure du matin. Les débris du régiment de La Marine sont ensuite employés aux sièges de Guastalla et de Borgoforte. En décembre, ils assistent encore à la prise de Bondanella, un important poste sur le Pô.
Le 13 janvier 1703, le régiment chasse 2 000 hommes retranchés près de Bondanella. Au printemps, il fait partie du corps que Vendôme conduit dans le Tyrol pour tenter une jonction avec l'armée de Bavière. Cette entreprise échoue par la défection du duc de Savoie, mais le régiment y trouve des occasions de se signaler à aux prises de Nago et d'Arco et à la bataille de Santa-Vittoria. Revenu dans la Lombardie et plus tard dans le Piémont, il se trouva au combat de San-Benedetto et aux prises d'Asti et de Villanova d'Asti.
En 1704, il fait les sièges de Verceil, d'Ivrée et de Verrue. II contribue beaucoup à la réduction de cette dernière place en chassant, le 6 novembre, les ennemis des retranchements qui en défendaient les approches. A l'attaque du chemin couvert, le 8 décembre, la 1re compagnie de grenadiers fait des prodiges de valeur et perdit la moitié de son effectif. Le 26 du même mois, les grenadiers culbutent une sortie de 3 000 hommes et la forcent de rentrer en désordre dans la ville.
Le 1er mars 1705, ils étaient encore en tête des colonnes a l'attaque du fort de l'Ile qui est une opération décisive pour le succès de ce siège long et difficile. Après la prise de Verrue, le « régiment de La Marine » rallie l'armée du grand prieur de Vendôme au camp de Moscolino, derrière la Chiesa. Les grenadiers du régiment chargés de défendre la cassine de la Boulina, ont la plus grande part au combat que la possession de cette cassine occasionna. Attaqués par une masse de troupes et sépares du reste de l'armée par la rivière du Naviglio ils sont obligés, après 20 heures de combat, de se réfugier dans les étages supérieurs de la maison et auraient infailliblement été contraints de se rendre, si les premiers bataillons passant le pont du Naviglio sous un feu terrible, n'eussent par une intrépide diversion, forcé les Impériaux à la retraite. Cette affaire, qui fit grand honneur au régiment de La Marine, lui couta 63 tués dont 1 officier et 108 blessé dont 11 officiers. Le 16 août, le régiment soutint encore le principal effort à la bataille de Cassano. II était chargé de la défense du pont du Ritorto. C'est par ce côté que le prince Eugène attaque. Les grenadiers défendent le pont avec acharnement et une de leurs balles de mousquet alla frapper le prince à la joue près de l'œil gauche. Débordés de tous côtés par des troupes qui avaient passe la rivière ailleurs, le colonel et une grande partie du régiment sont faits prisonniers. Le reste contint bravement l'ennemi et donna le temps a Vendôme de faire ses dispositions. Bientôt des régiments d'infanterie et de dragons se rallient autour du « régiment de La Marine ». La bataille s'engage sur toute la ligne, et le  prince Eugène est obligé d'abandonner le terrain, sur lequel il laisse 6 600 hommes ainsi que 2 000 prisonniers, sept canons, sept drapeaux et deux étendards. Le 16 octobre, le « régiment de La Marine » se signale à l'attaque des retranchements de Gumbetto, poste important du Crémonais, qui est emporté après deux heures d'une lutte très vive. A la fin de la campagne, le régiment prend ses quartiers à Mantoue.
Le 19 avril 1706, il assiste, sans combattre, à la bataille de Calcinato. Il est ensuite envoyé vers Alexandrie, qu'Eugène  semblait menacer, et lorsque ce prince se jette sur le maréchal de La Feuillade qui assiégeait Turin, il marche au secours de l'armée française, et se trouve à sa défaite. II avait sa droite appuyée à la Stura. Le premier choc eut lieu de ce côté. Les Impériaux le chargent trois fois sans succès, mais ayant réussi à faire filer quelques troupes sur les derrières du régiment , celui-ci, pris entre deux feux, se décide à faire sa retraite. « Trois fois Pierre Le Guerchois de Sainte-Colombe, avec sa brigade de la vieille Marine avait repoussé les ennemis avec beaucoup de courage, encloue leur canon, et trois fois r6paré la bataille, lorsque affaibli par tout ce qu'il avait perdu d'officiers et de soldats, il manda la brigade voisine, qui le devait soutenir, de s'avancer pour faire front avec la sienne, et rempêcher d'être débordé par un plus grand nombre de bataillons frais qu'il voyait venir à lui pour la quatrième fois. Cette brigade et son brigadier, desquels il faut ensevelir la mémoire, le refusèrent tout net ». La 1re compagnie de grenadiers se signale dans cette journée par son intrépidité, en résistant seule, pendant longtemps, contre trois colonnes impériales et elle ne se replia qu'après avoir perdu son lieutenant, son sous-lieutenant, 2 sergents et 34 grenadiers. L'armée battue rentra en France. Le régiment, réduit à 725 hommes, pris ses quartiers d'hiver dans la Provence.
En 1707, Eugène passe le Var. Le « régiment de La Marine », qui avait été place en observation dans la vallée de Barcelonnette, se replie de poste en poste sur Toulon sans être entamé, et est placé dans le camp retranché établi sur la hauteur de Sainte-Anne. Peu de jours après, les Impériaux se présentent devant la place et établissent leurs batteries sur le mont Sainte-Catherine. Le 30 juillet, ils s'emparent du fort de ce nom. Le 15 août, ce poste est repris après un combat acharné. Le « régiment de La Marine » avait la tête de la 1re colonne d'attaque. Brulant du désir de venger l'échec de Turin, il se précipite avec rage sur les Autrichiens, les déloge d'emblée, leur tue un grand nombre d'hommes et leur prend deux canons. Toutefois 69 soldats trouvent la mort dans ce combat. Huit jours après, Eugene lève le siège de Toulon et repasse les Alpes.
En 1708, le « régiment de La Marine » fait partie de l'armée du Dauphiné, sous les ordres du maréchal de Villars, qui fait échouer toutes les tentatives du duc de Savoie pour franchir les monts. Le régiment était particulièrement chargé de garder le passage de la vallée de Barcelonnette ou ses grenadiers prennent une grande part à la prise de Césane. C'étaient deux petites villes séparées seulement par un pont-levis défendue par 800 hommes. Chassés de la première, ils se refugient dans la seconde et lèvent le pont. Le lieutenant de grenadiers Michel reconnait un angle de la muraille qui n'est point gardé. Il tente l'escalade avec quelques hommes, tombe sur le poste du pont, l'égorge et ouvre à ses camarades l'entrée de la ville. Cette action, qui dura deux heures, pendant laquelle il y eut un feu de mousqueterie épouvantable, est d'autant plus glorieuse pour les troupes françaises, que les deux villes furent emportées à la vue d'une partie de l'armée de Savoie, qu'on vit descendre des montagnes pendant le plus fort du combat, et qui détacha trois bataillons à portée de pistolet, sur les hauteurs qui dominent Césane.
En 1709, le colonel Pierre Le Guerchois de Sainte-Colombe, qui venait d'être fait maréchal de camp, cède généreusement son régiment à Michel Chamillart, marquis de Cany fils du ministre Cbamillard récemment disgracié.
Le « régiment de La Marine » continue de servir en Dauphiné, sous les ordres du maréchal de Berwick, qui tint constamment le duc de Savoie en échec jusqu'en décembre 1712.
A cette époque, le régiment se rend en Catalogne et arriva devant Gérone assiégée par les alliés (ca). Après la levée de ce siège, il revient passer l'hiver en Provence.
Au mois de mars 1713 il part pour l'armée du Rhin. Deux de ses bataillons sont employés au siège de Landau. Le 26 juin, ils relèvent le régiment de Navarre à la tranch6e. Le 8 juillet, ils repoussent vigoureusement une sortie tentée par les assiégés au moment où ils entraient en garde. Le 8 aout, une compagnie de grenadiers s'empare d'un ouvrage et s'y loge après avoir coupé la communication avec le corps de place. Le 11, le régiment emporte le chemin couvert, malgré les efforts désespérés des assiégés. Après la prise de Landau, il fait le siège de Fribourg. Le 14 octobre, deux compagnies de grenadiers du régiment de La Marine sont entièrement détruites à l'attaque du chemin couvert. Lorsque la paix fut faite avec l'Empire, le régiment passe l'hiver en Roussillon.
En juin 1714, il fait partie du corps auxiliaire que Louis XIV envoie à Philippe V roi d'Espagne, dont l'armée bombardait depuis neuf mois, sans résultat, la ville de Barcelone. Le « régiment de La Marine » sert d'escorte au maréchal de Berwick pour passer les Pyrénées, et arrive devant la cité rebelle dans les premiers jours de juillet. Le régiment se comporta vaillamment à l'assaut général du 12 septembre. II est chargé d'attaquer la courtine qui lie le bastion Sainte-Claire au bastion du Levant. Le signal est donné à quatre heures du matin et la courtine est emportée en un clin d'œil, et les soldats du régiment de La Marine arrivèrent aussitôt au secours des troupes qui attaquaient de front le bastion du Levant, tuant tout ce qui s'opposait à leur passage. Se jetant ensuite dans la ville, ils s'y assurent des principales positions, et s'y maintiennent jusqu'au soir que les Barcelonais se rendent a discrétion. Le régiment demeure trois semaines dans la ville, et passe une partie de l'hiver au camp de Tarragone.
En janvier 1715, « La Marine » alla prendre ses quartiers à Vilafranca del Penedès, et il vint s'embarquer, le11 juin, à Barcelone, avec le chevalier d'Asfeld, chargé de soumettre l'ile de Majorque au roi d'Espagne. Le débarquement se fit sans obstacle le 15, dans la baie de Cala Llonga (es). Les premiers débarqués furent 200 grenadiers du régiment avec le colonel Michel Chamillart, marquis de Cany. Le 20 juin, Alcudia fut pris sans bruler une amorce, quoiqu'il y eut douze pièces de canon dans la ville. Palma ne fit guère plus de résistance : après une seule sortie vigoureusement repoussée le 29 juin, la ville ouvrit ses portes le 3 juillet. En quinze jours, toute l'ile avait été soumise. Le « régiment de La Marine » revint à Barcelone puis, après la paix, il retourne en France, où il est recomplété, le 29 juillet, par l'incorporation du régiment de Noé et par celle du régiment de Bellaffaire (1707-1715) et d'une partie du régiment d'Esgrigny le 29 août.

#### Guerre de la Quadruple-Alliance

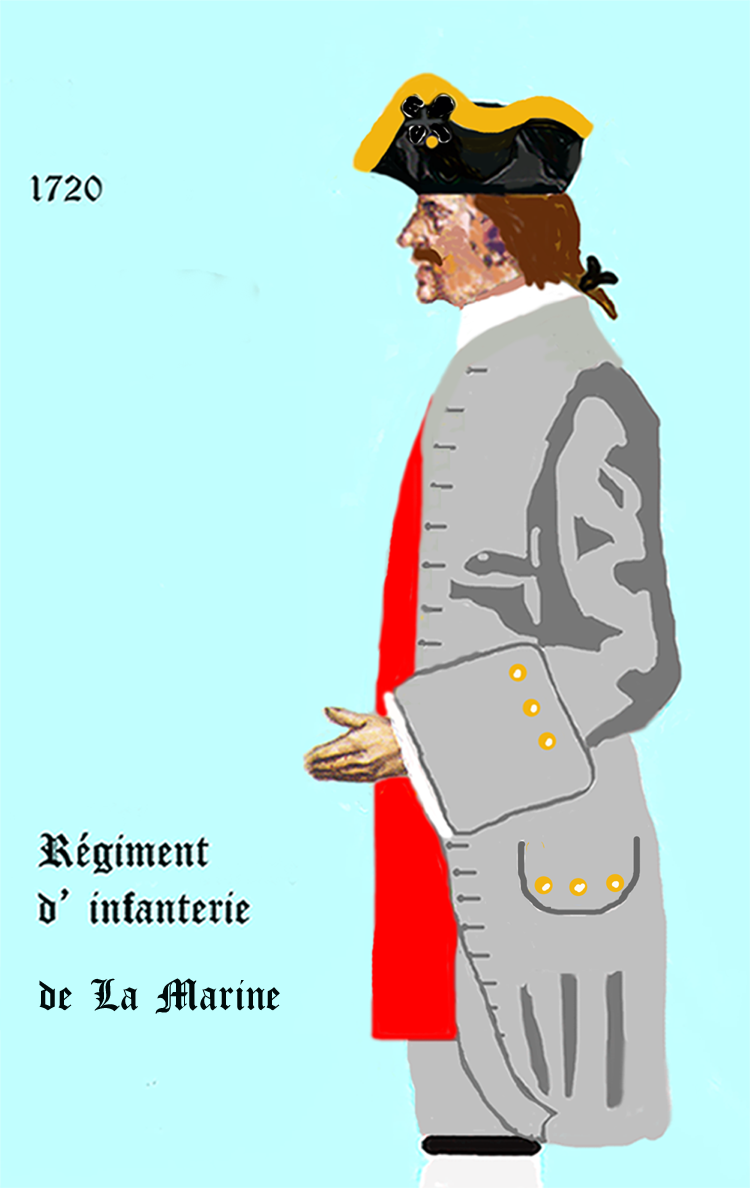
de 1720 à 1734
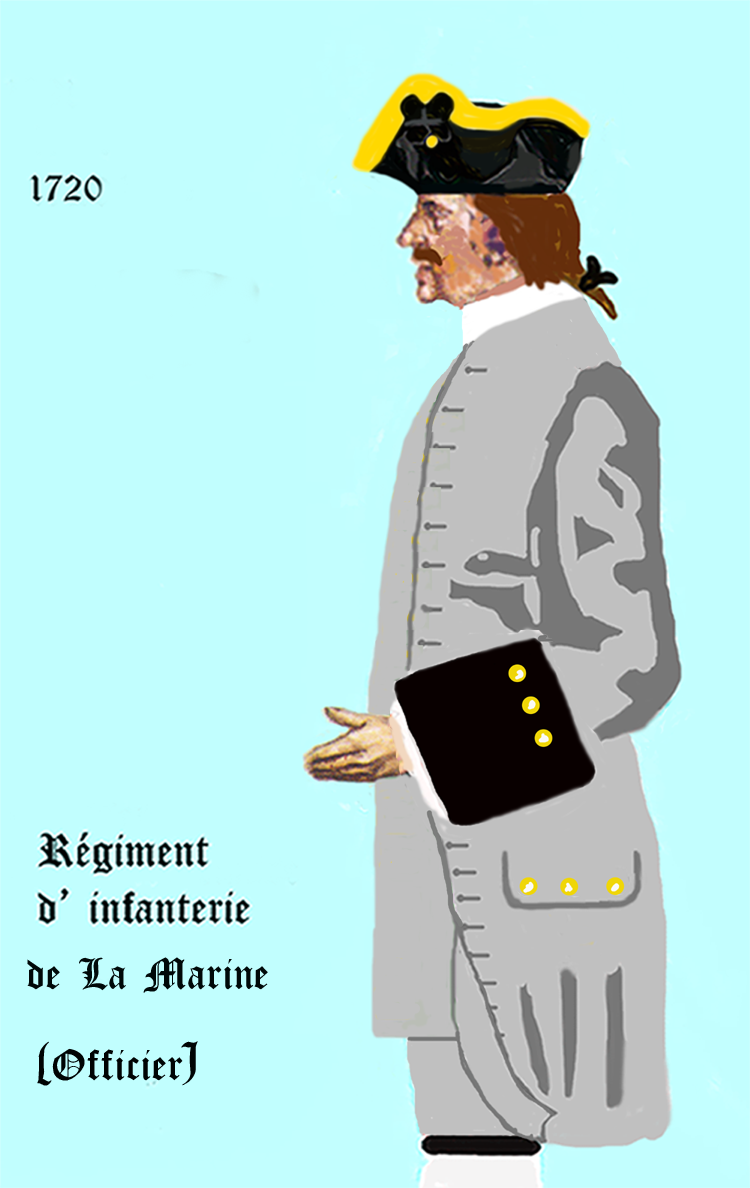
officier de 1720 à 1734

En 1719, dans le cadre de la guerre de la Quadruple-Alliance, le « régiment de La Marine », appelé a faire partie de l'armée du maréchal de Berwick, franchit la Bidassoa le 21 avril, et s'empare le même jour du château de Béhobie. Le 27 mai, il ouvre la tranchée devant Fontarabie, et coopère à la prise de Saint-Sébastien et de son château.
En 1727, on le trouve au camp de la Saône, et, en 1732, à  celui d'Alsace.

#### Guerre de Succession de Pologne

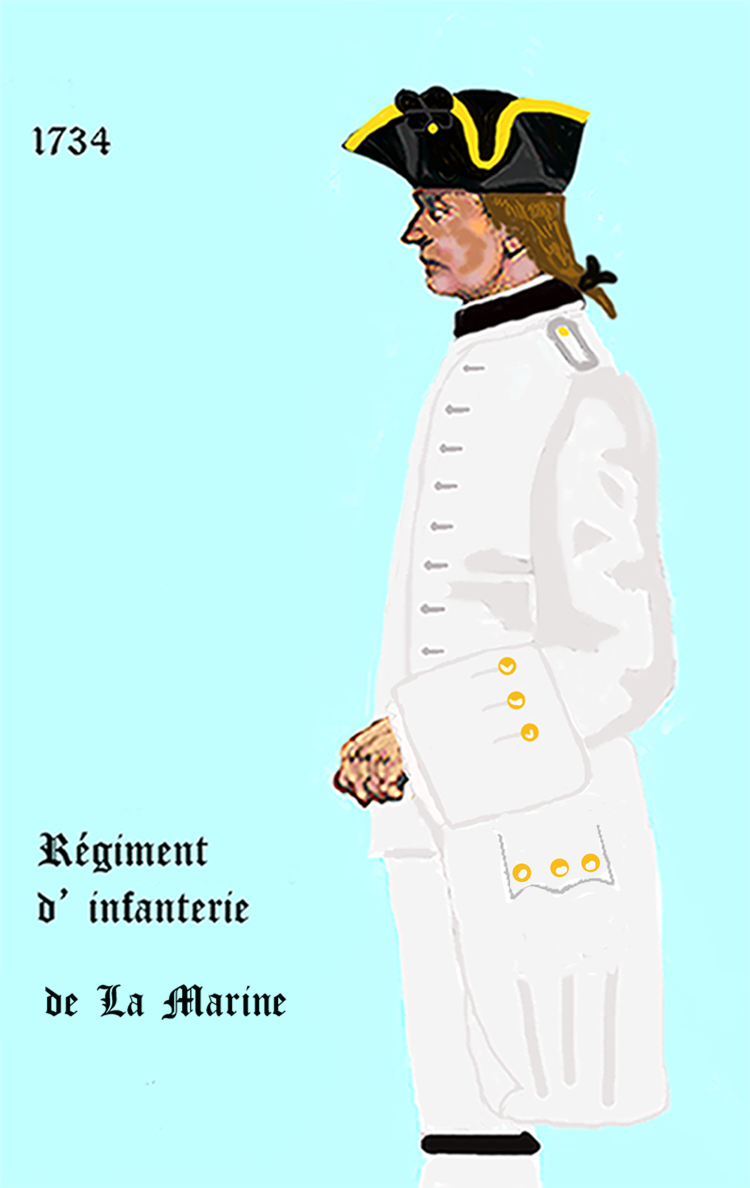
de 1734 à 1757
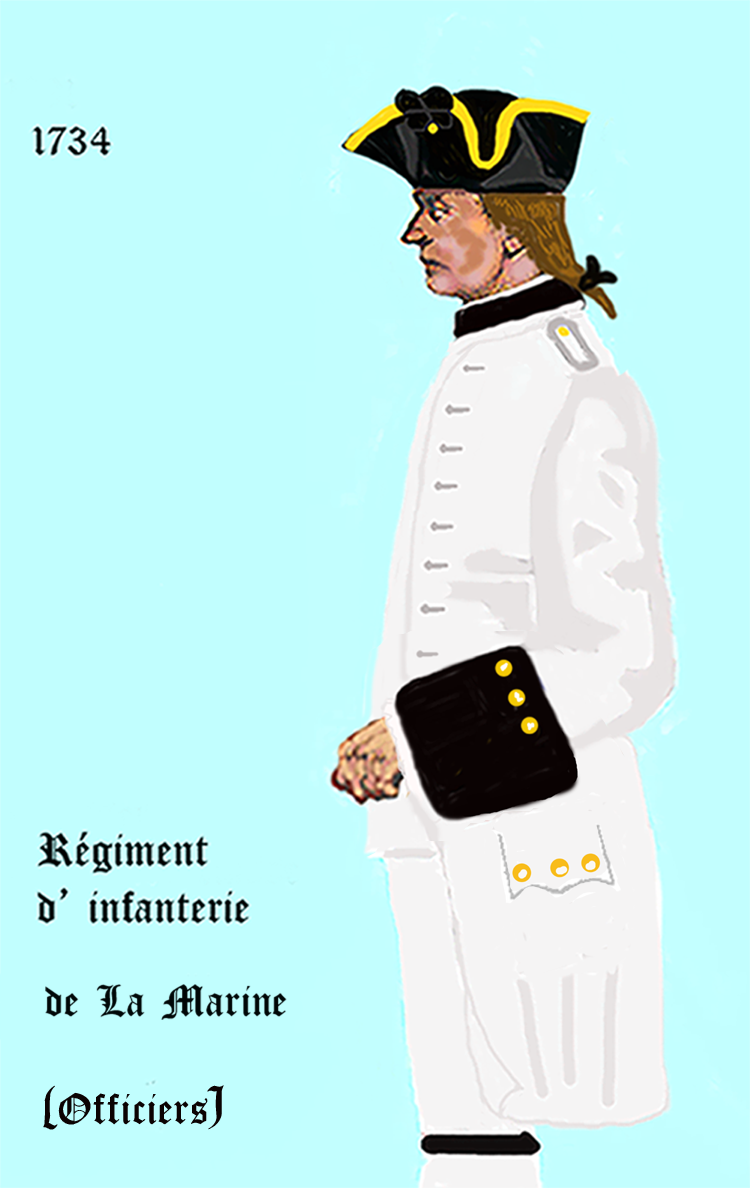
officier de 1734 à 1757

En 1733, la guerre recommence. Le « régiment de La Marine », porté à quatre bataillons, se rend à l'armée du Rhin, et débute par le siège de Kehl. L'armée repasse le fleuve les 11 et 12 novembre pour prendre ses quartiers d'hiver. Dix bataillons restent dans l'île du Marquisat pour achever les ouvrages destinés à protéger le pont qu'on y avait établi. C'etaient les bataillons des « régiments de La Marine », de Pons, d'Alsace et Royal-Bavière. Apres l'exécution de ces travaux, le régiment est envoyé à Strasbourg.
L'année suivante, il est employé à réparer les anciennes lignes de Wissembourg. Le 4 mai, il se couvre de gloire, à côté des Gardes Françaises, à l'attaque des lignes d'Ettlingen. Il fait ensuite le siège de Philippsbourg. Pendant le reste de celte guerre, il sert dans le pays de Trèves, et ne prend part qu'à quelques actions de peu d'importance. Ainsi, un jour les quatre compagnies de grenadiers défont complètement un parti de hussards qui venaient de forcer dans leur poste quelques escadrons dc dragons français. Un bataillon est longtemps employé avec un autre du régiment de Conti à garder les gués de la rivière de Kyll, et contribue beaucoup à arrêter la marche du comte de Seckendorf.
A la fin de 1733, « La Marine » se trouvait au camp de Rouver, entre Trèves et Sarrebruck. A la paix, il entre dans Trèves, qu'il quitte en 1736 pour se rendre à Metz, où il travaille aux fortifications.
En octobre 1738, il se rend à Verdun.
En 1739, il passe, à Sarrelouis et Bitche.

#### Guerre de Succession d'Autriche
En 1740, il revient occuper la garnison de Metz.
En août 1741, dans le cadre de la guerre de Succession d'Autriche, le régiment quitte cette place, pour se rendre en Bavière et fait partie du corps commande par Louis Henri, marquis d’Aubigné de Tigny, qui pénètre le premier en Autriche et en Bohême sans rencontrer d'obstacles sérieux. Après la prise de Prague, il est envoyé à Pisseck. Le 28 décembre, les Autrichiens tentent une surprise sur le faubourg dc la porte de Budweis. Les barrières étaient ouvertes; ils ont l'imprudence de pénétrer dans le faubourg. On les laisse s'y engager, et tout a coup les « régiments de La Marine » et de La Reine, ouvrent sur eux de toutes les maisons, à droite et à gauche, un feu terrible, en tuent la majeure partie, et mettent le reste dans un désordre épouvantable. Les débris de ce corps se retirent à la faveur de la nuit. Le lendemain, le maréchal de Broglie envoie pour observer leurs mouvements 300 chevaux et quatre compagnies de grenadiers, dont deux de La Marine, une de La Reine et une d'Alsace. Les Français, trop confiants à leur tour, s'étant portés trop près de l'arrière-garde autrichienne, se trouvent enveloppés par des forces considérables. Les 300 chevaux sont culbutés et les grenadiers taillés en pièces. Des deux compagnies du régiment, à peine 30 hommes presque tous blessés, parvinrent à s'échapper. Le régiment passe l'hiver à Pisseck, et y perd plus de 800 hommes par la maladie et la misère.
En mars 1742, il est envoyé à Strakonice, et, en avril, les grenadiers de la brigade sont détaché pour faire le siège d'Egra. Le reste du régiment se trouve, le 23 mai, au combat de Sahay, et le 27 à la prise de Thein, ou il reste cantonné avec Nice-Infanterie et Royal-Allemand cavalerie. Ces corps y sont attaqu6s, le 15 juin, par une armée, et firent une retraite qui leur valut les éloges de l'archiduc Charles. Il rejoint l'armée du  maréchal de Broglie à Sahay, et fait l'arrière garde jusqu'à Prague. II est alors réduit a 656 hommes. On y incorpore 800 miliciens, et il peut encore prendre une belle part à la défense de la capitale de la Bohême. II partage la gloire du régiment de Navarre dans la sortie du 18 août. Le 11 septembre, les vieux soldats qui avaient formé un bataillon d'é1ite, font encore une sortie vigoureuse : les tranchées sont bouleversées, les canons encloué et un grand nombre d'Autrichiens tués. Ils effectuent ensuite leur retraite en bon ordre. Pendant ce temps les quatre compagnies de grenadiers, s'emparaient d'une maison qui appuyait la droite de la tranchée, et en passait tons les défenseurs au fil de  l'épée. Quand 11 fallut commencer, au mois de décembre, cette désastreuse retraite à travers les neiges et les Pandours, il n'y avait plus pour ainsi dire autour des drapeaux que des hommes de la milice, exténués et démoralisés par suite des circonstances fâcheuses dans lesquelles ils étaient obliges de faire l'apprentissage du rude métier des armes.
A la rentrée en France, au mois de février 1743, l'effectif du corps était de 120 officiers et 1 111 hommes, dont les trois quarts étaient miliciens incorporés depuis six mois. Pendant la nouvelle campagne qui s'ouvrait, le « régiment de La Marine », qui avait recruté 400 jeunes soldats, fait partie de l'armée du Haut-Rhin, aux ordres du maréchal de Noailles. II occupe Aschaffenbourg pendant que l'armée laissait échapper le roi d'Angleterre à Dettingen. Il passe plus tard à Germersheim, et se rend, à la fin de septembre, à l'armée du maréchal de Coigny. II contribue ainsi à la déroute d'un corps de l'armée du prince Charles, qui tentait de passer le Rhin à Rheinweiler. II prend ensuite ses quartiers d'hiver a Metz.
En 1744, il sert à l'armée de la Moselle, et participe, le 13 août, à la défaite du général Nadasty, près de Saverne et eut dans cette affaire 150 hommes tués ou blessés. II assiste aussi au combat d'Augenheim, et, le 23 aout, les trois compagnies de grenadiers se couvrent de gloire à l'attaque des retranchements de Soufflenheim. II termine la campagne par le siège de Fribourg. Chargé de la principale attaque à l'assaut du 3 novembre, il essuie pendant trois heures le feu le plus vif, et parvient, malgré la résistance des assiégés, à s'établir dans le bastion. Cette action avait coûté au « régiment de La Marine » 14 officiers tués ou blessés et près de 300 hommes. Fribourg se rendit trois jours après.
En 1745, le régiment est affecté à l'armée du prince de Conti, qui se tenait sur la défensive le long des bords du Rhin.
II passe l'année suivante dans le comté de Nice, et contribue à chasser les Impériaux de la Provence, et prend ses quartiers d'hiver à Draguignan. Un détachement de 100 hommes, est envoyé à Gênes, qui venait de chasser les Autrichiens de ses murs et on en composa avec d'autres troupes un bataillon, sous le nom de La Marine, qui y servit jusqu'à la fin de la guerre.
En mai 1747, les quatre compagnies de grenadiers se trouvent à la reprise des îles Sainte-Marguerite. Après cette expédition, l'armée se rassemble sous les ordres du maréchal de Belle-Isle, et passa le Var le 3 juin. Le régiment, qui avait la tête de la colonne de droite, est employé à la conquête des villes de Montalban, de Villefranche et de Vintimille. Ces faits d'armes furent les derniers de la campagne et de la guerre de ce côté là.
L'année suivante, le « régiment de La Marine » était campé à Sospel, et il y demeure jusqu'en février 1749.

#### Période de paix
En février 1749 iI se rend alors dans les Cévennes, et plus tard à Nîmes, où est reformé le 5e bataillon. Après un court séjour dans cette ville, ses bataillons sont r6partis dans les garnisons de Montpellier, d'Alais et Tournon.
En octobre 1750, les 1er et 4e bataillons sont envoy6s à Toulouse, et les deux autres occupent Montpellier.
En septembre 1751, le régiment est r6parti entre Bayonne, Navarrenx et Saint-Jean-Pied-de-Port.
En octobre 1752, le corps, réuni à La Rochelle, détache un bataillon à l'île d'Oléron.
En octobre 1753, il quitte l'Aunis  pour se rendre à Calais.
En 1754, il est employé aux travaux du canal de Picardie, et passe l'hiver à Dunkerque.
Pendant les années 1755 et 1756, il travaille au rétablissement du port de cette ville, et il part pour Lille en septembre 1756.

#### Guerre de Sept Ans

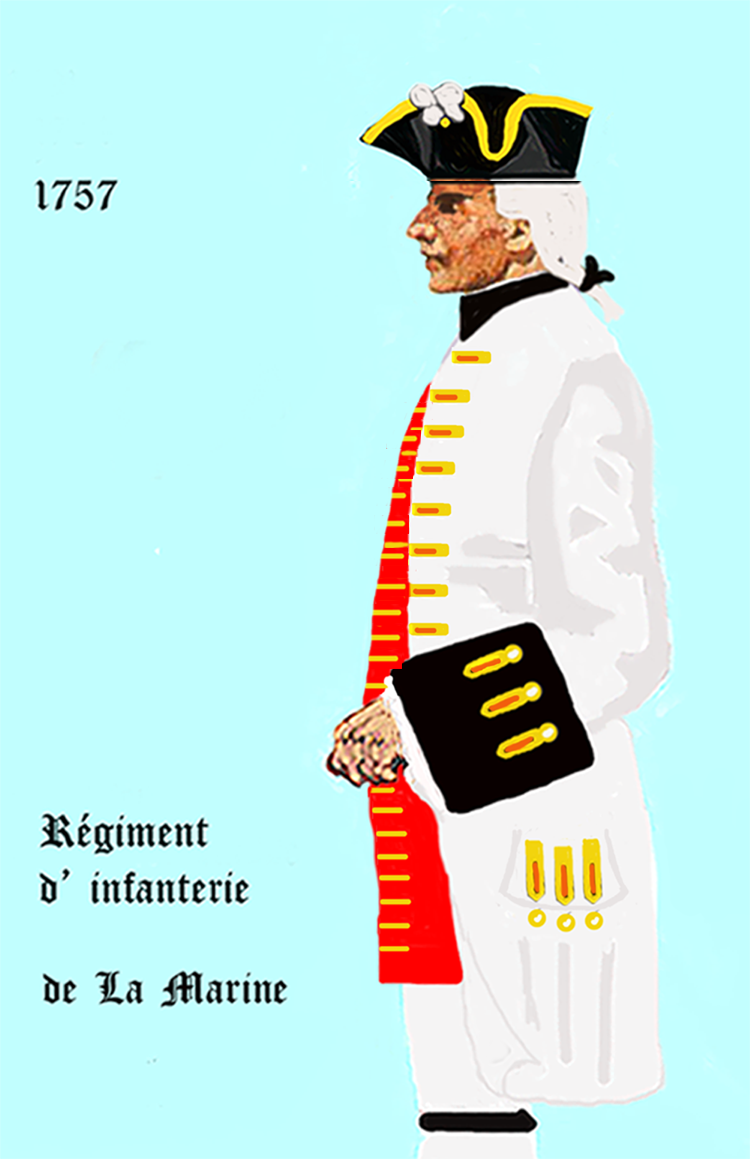
de 1757 à 1762
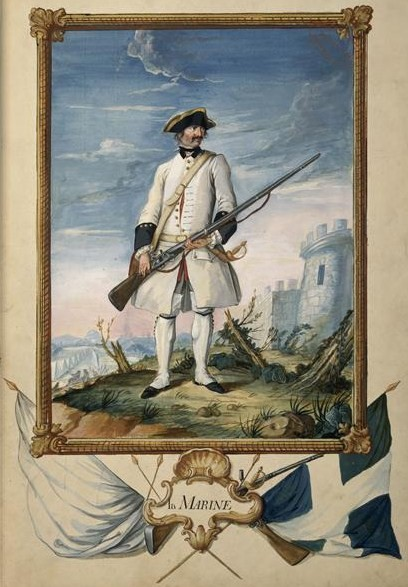
Soldat du régiment de La Marine en 1757.

Au printemps de 1757, il rejoint l'armée du maréchal d'Estrées sous Wesel, car la guerre de Sept Ans était commencée.
Le « régiment de La Marine » prend une part glorieuse au succès de la bataille de Hastenbeck, en tournant l'ennemi avec le régiment de Picardie par la montagne de Nimerim où il perd 400 hommes. Cette victoire ouvrit l'électorat de Hanovre au maréchal de Richelieu, qui venait de remplacerle  maréchald'Estrées. II conduisit son armée jusqu'à Halberstadt, et c'est de cette ville que le « régiment de La Marine » part, le 7 octobre, pour aller renforcer l'armée de Soubise en Saxe. La jonction se fit, le 31 octobre, à Weißenfels, et le 5 novembre eut lieu la déplorable bataille de Rossbach. Le régiment, qui faisait partie du corps du comte de Saint-Germain, ne put prendre aucune part à l'action. II servit à faciliter la retraite, dont ses grenadiers firent l'extrême arrière-garde. II eut ensuite ses quartiers à Paderborn, mais la violation de la convention de Closterseven par les Hanovriens le forga de retourner à Brunswick, et de la à Zell.
En janvier 1758, une partie du régiment prend part, à l'expédition que fait le marquis de Voyer dans les environs d'Halberstadt. L'armée de Hanovre se met bientôt en retraite vers le Rhin et le « régiment de La Marine » était toujours à l'arrière-garde. En arrivant aux frontières de Hollande, 300 hommes trouvent, le 2 juin, l'occasion de se signaler près de Millingen, en faisant front à l'ennemi au passage de la chaussée d'une écluse sur le Wahal. Le reste du régiment s'arrête à Clèves, et se couvre de gloire dans les divers combats d'avant-postes livrés autour de Rheinfeld et de l'abbaye de Camps, qui précédent la bataille de Krefeld. Cette bataille est livrée le 23 juin et le « régiment de La Marine » y occupe la gauche de la seconde ligne d'infanterie. C'est sur cette aile que le prince Ferdinand de Brunswick dirige ses plus grands efforts. Aussi le régiment a plus de 300 hommes mis hors de combat. Après cette journée, il part avec le duc de Fitz-James pour aller renforcer l'armée de Hesse, commandée par Soubise. II n'eut que peu de part au combat de Lützelberg, ou ce maréchal trouva quelque consolation à sa défaite de Rosbach. Le « régiment de La Marine » rejoignit ensuite la grande armée et prit ses quartiers d'hiver à Clèves.
Fin d'avril 1759 , il quitte cette ville pour se rendre au Havre, menacé par les Anglais. II y arrive au mois de juin, et est cantonné dans les environs : le 1er bataillon à Bléville et Sanvic, le 2e bataillon à Rouelles et Graville, le 3e bataillon à Octeville et Fontaine, le 4e bataillon à Montivilliers et Harfleur, et les grenadiers à Sainte-Adresse. Le 4 juillet, le régiment vint camper tout entier sur le bord de la mer pour couvrir le Havre, qu'une flotte britannique menaçait d'un débarquement et d'un bombardement. Après le départ des vaisseaux de l'amiral Rodney, le régiment est envoyé à Coutances, Avranches et Saint-Lô.
En mars 1760, il est à Dunkerque, ou il demeure jusqu'au 18 juin 1761, ou il revient dans le pays de Caux, avant de passer à Brest à la fin de la même année.
En mai 1762, un détachement, commandé par le colonel Louis Bernard de Cléron, comte d'Haussonville, s'embarque sur l'escadre de l'amiral de Ternay pour l'expédition de l'ile de Terre-Neuve. Ce détachement s'empare, le 27 juin, de la ville de Saint-Jean, capitale de la colonie et revint à Brest à la fin de l'année.
Lors de la réorganisation des corps d'infanterie français de 1762, le régiment conserve ses quatre bataillons.
L'ordonnance arrête également l'habillement et l'équipement du régiment comme suit :
Habit, veste et reverts de drap blanc piqué de bleu, culotte de tricot gris-blanc; parements et collets de pannes noires, pattes ordinaires en travers garnies de trois boutons, trois sur le parement et un en dedans, cinq au revers et quatre en dessous : boutons jaunes, forme plate, avec le no 6. Chapeau bordé d'or.

#### Période de paix

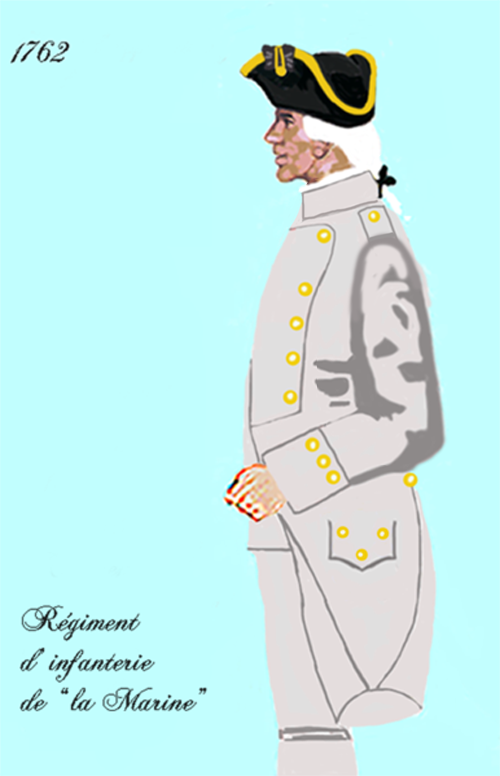
de 1762 à 1767
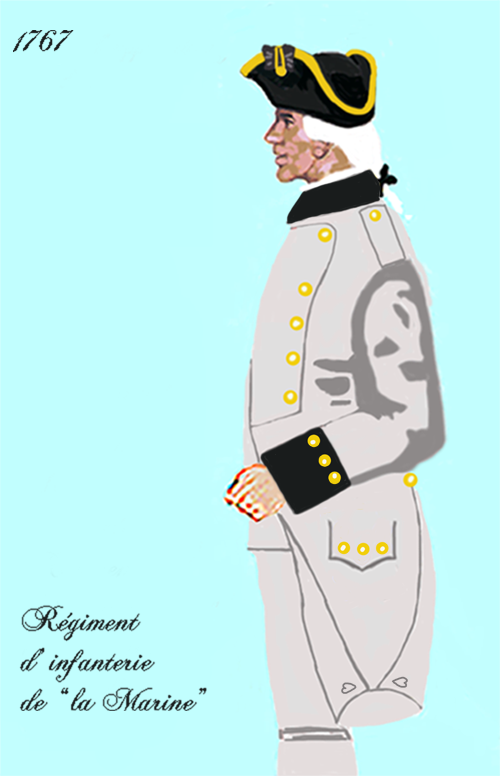
de 1767 à 1776

En novembre 1762, le « régiment de La Marine » quitte la Bretagne et arrive à Metz le 10 juin 1763.
Au mois de juillet 1764, il fait partie du camp de Compiègne. Après les manœuvres, il part prendre la garnison de Saarlouis, d'où il passe à Landau en octobre 1765, et à Toulon en octobre 1767.
Le 1er octobre 1768, iI s'embarque dans ce port pour se rendre en Corse, et contribue à la soumission définitive de cette ile, et est de retour à Toulon le 15 aout 1769. I1 est immédiatement dirigé sur Briançon.
En février 1771, il reçoit l'ordre d'aller occuper divers points de la côte de Bretagne, et, après un court séjour à Nantes, Auray et Hennebont, il part pour Cambrai, ou il est réuni au mois de juin.
En janvier 1774, il quitte cette ville pour aller à Lille.
Lors de la réorganisation des corps d'infanterie français du 26 avril 1775 La Marine conserve ses 4 bataillons.

En 1775, le 4e bataillon est envoyé à Lorient ou il s'embarque le 25 septembre pour la Martinique. Les autres bataillons sont alors distribues dans les places de Calais, de Rocroi et de Givet.

### Régiment d'Auxerrois (1776-1791)
C'est dans cette position que se trouve le « régiment de La Marine », lorsque l'ordonnance du 25 mars 1776 le partage en deux :
- Les 1er et 3e bataillons forment le « régiment de La Marine » à deux bataillons.
- Les 2e et 4e bataillons, forment un régiment de deux bataillons qui prend le titre de régiment d'Auxerrois.

L'uniforme du régiment d'Auxerrois se distingue de la tenue précédente par des boutons blancs et le collet cramoisi. Ses drapeaux  d'ordonnance restèrent bleu et vert mais on coupa chacun des quartiers des drapeaux de La Marine par une diagonale, de manière à former un carré inscrit dans l'étoffe et ayant ses angles aux sommets de la croix. Des huit triangles résultant de cette combinaison, les quatre extérieurs conservèrent  les couleurs des quartiers correspondant à l'ancien drapeau et les quatre triangles intérieurs furent de couleur contraire dans chaque quartier. 

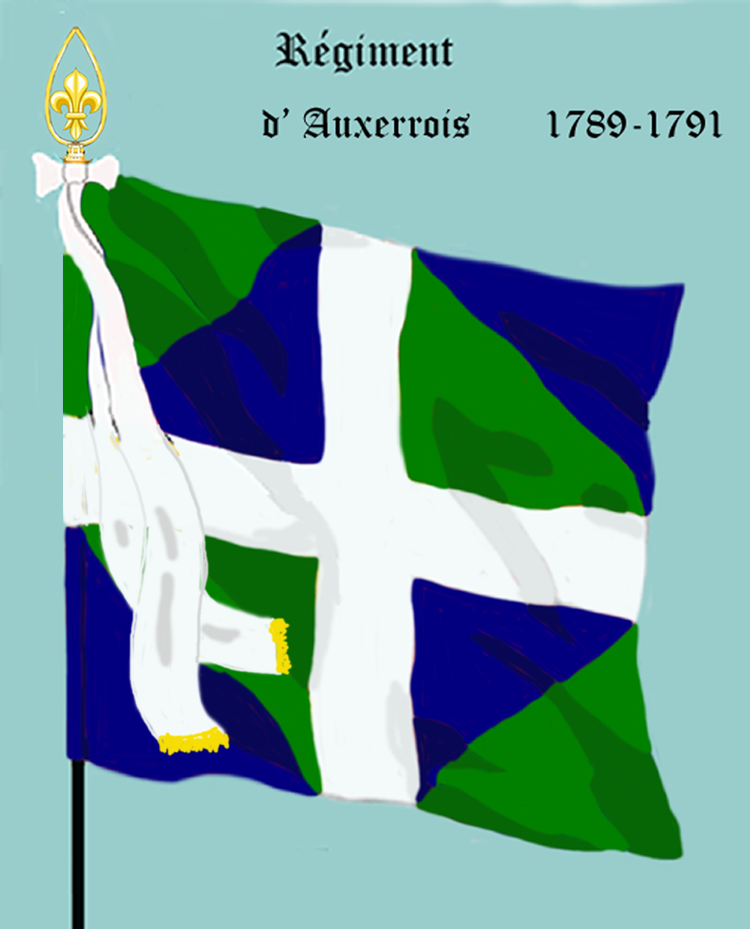
de 1776 à 1791
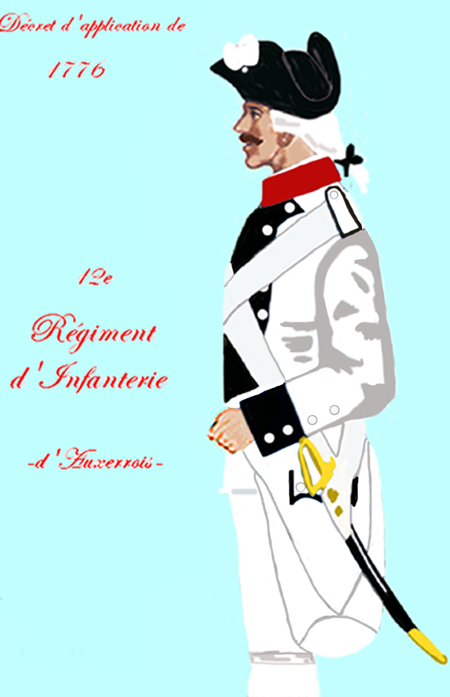
de 1776 à 1779
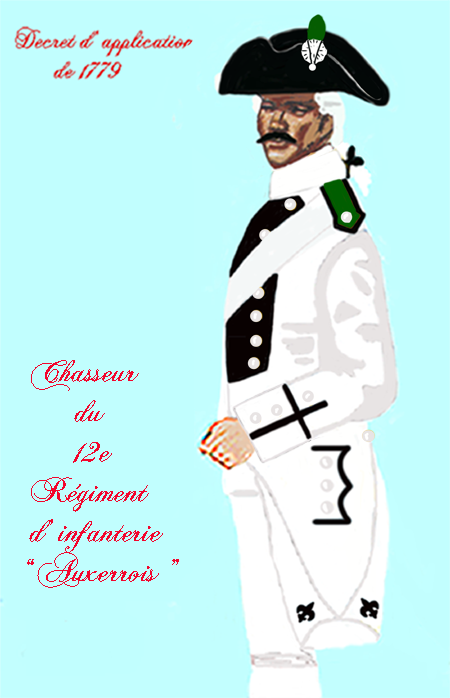
de 1779 à 1791
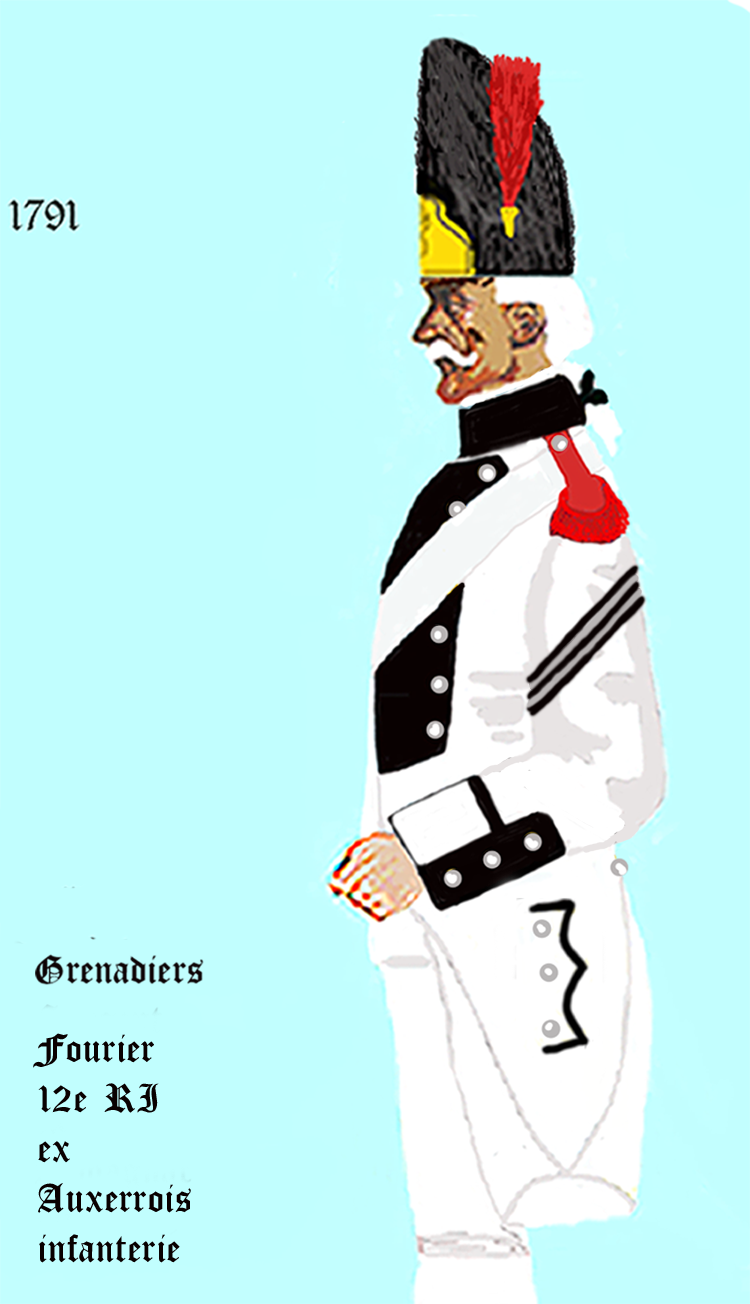
grenadier fourier du 12e régiment d’infanterie de ligne de 1791 à 1793

Tandis que le 2e bataillon du nouveau corps était à la Martinique depuis la fin de 1775, le 1er bataillon alla à Rocroi en juin 1776, et au mois de novembre il fut dirigé sur Blaye, avant de passer à Saint-Jean-Pied-de-Port en juillet 1777, et au mois d'aout de la même année, il vint s'embarquer à Bordeaux pour passer lui aussi aux Antilles.

#### Guerre d'indépendance des États-Unis
Le régiment rendit bientôt son nom illustre par la glorieuse part qu'il prit à la guerre d'indépendance des États-Unis d'Amérique. Ce fut à la tête des 1 800 hommes d'Auxerrois et de quelques grenadiers et chasseurs tirés des régiments de Viennois et de la Martinique, que François Claude de Bouillé fait en 1778 la brillante conquête de la Dominique.

Embarqué le 6 septembre, le régiment aborda le lendemain matin, à huit heures, à la Dominique. Aussitôt trente chasseurs, courent à toutes jambes à la batterie de la Loubière, qui faisait, ainsi que le fort du Roseau, un feu des plus vifs sur le débarquement. Ils se jettent dans les embrasures et s'emparent du fortin sans perdre un seul homme. Dans le même temps, le colonel vicomte de Damas attaquait les hauteurs qui dominent la ville et le fort du Roseau, s'en rendait maitre, et il allait donner l'assaut à la ville, lorsque l'ennemi arbora le drapeau blanc. Le lendemain, le gouverneur William Stuart capitula pour tous les autres forts de l'ile. Outre la garnison, qui fut tout entière prisonnière de guerre, cette conquête eut pour trophée 64 pièces de canon et 24 mortiers. 

Plan de la conquête de l'Ile de La Dominique par le marquis de Bouillé
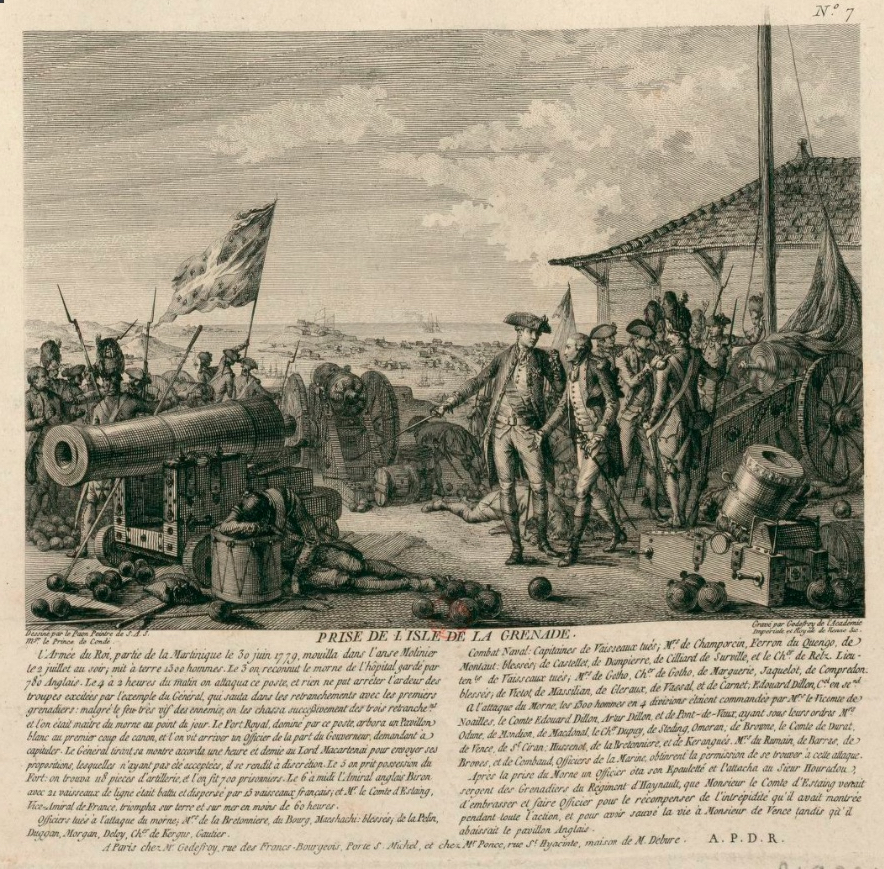
Prise de l'île de la Grenade

Le 18 décembre 1778, une partie du régiment se trouve à la bataille de Sainte-Lucie, en particulier à l'attaque du morne de la Vigie.
Les 3 et 4 juillet 1779, un fort détachement d'Auxerrois, contribue à la prise de la Grenade. Le 6 du même mois, ce détachement, embarqué sur la flotte du comte d'Estaing, assiste au combat naval livré contra l'amiral Byron. Au mois de septembre et d'octobre, le détachement fait le siège de Savannah sur le continent américain, et il rentre peu après à la Martinique.
Le 12 avril 1780, quelques compagnies s'embarquent au Fort-Royal, sur la flotte du comte de Guichen, et se trouvent aux combats livrés à l'amiral Rodney, les 17 avril, 15 et 19 mai. Cette même année, un bataillon est chargé de la défense de l'ile Saint-Vincent, et repousse les 16 et 17 décembre 4 000 Anglais qui venaient de débarquer sous les ordres du général Waugham, et les force a remonter sur leurs vaisseaux. 
Le 10 mai 1781, le bataillon exécute une fausse attaque sur Sainte-Lucie, et débarque, le 24, à Tobago. II s'empare de la ville et du fort de Scarborough, et s'y retranche en attendant l'arrivée des généraux. Le 30, le marquis de Rouillé arrive avec le vicomte de Damas et le reste du régiment, forçant la garnison anglaise, pourchassée malgré une chaleur accablante, à capituler et rendre armes et drapeaux le 2 juin. 400 hommes, tant de l'artillerie que du 86e régiment anglais (en), 500 Ecossais et un nombre considérable de noirs armés sont faits prisonniers de guerre.
Le 15 novembre suivant, un bataillon de 300 hommes part encore de la Martinique avec le marquis de Rouillé, et arrive le 25 devant l'ile hollandaise de Saint-Eustache, dont les Anglais s'étaient emparés. Le petit corps d'armée, qui se composait, outre le bataillon d'Auxerrois, d'un bataillon de Royal-Comtois, d'un de Dillon, d'un de Walsh et de 300 grenadiers et chasseurs de divers corps, débarqua le lendemain, malgré un violent raz-de-marée, et se porta avec tant de rapidité sur le fort, que la garnison fut surprise sur le glacis, ou elle faisait l'exercice. Les chasseurs d'Auxerrois, sans donner le temps aux Anglais de lever le pont-levis, pénètrent avec eux dans la place, lèvent ce pont pour couper la retraite à ceux qui étaient restes dehors, et fait mettre bas les armes aux Anglais qui avaient pu rentrer, pendant que le reste de l'armée faisait prisonniers les soldats restés sur le glacis. Les 13e et 15e régiments anglais furent ainsi pris avec 68 pièces de canon. En retournant à la Martinique, le vicomte de Damas fit encore capituler les iles de Saint-Martin et de Saba; sa belle conduite lui valut le grade de maréchal de camp.
Le 5 janvier 1782, une partie du régiment quitte encore la Martinique et arrive, le 11, dans la rade de la Basse-Terre de l'ile Saint-Christophe. II est employé au siège de Brimstone Hill, et le 28, sous les ordres du comte Charles Joseph François de Fléchin, alors colonel en second du régiment de Touraine, il repousse un débarquement de 1 300 hommes que l'amiral Howe était parvenu à opérer. Le 22 février, Fléchin, avec 500 hommes du régiment d'Auxerrois, s'empare de Montserrat. Au combat naval de la Dominique, le 12 avril, le vaisseau le Glorieux qui portait quelques compagnies du régiment d'Auxerrois, est complètement dématé et son pavillon tombe à la mer.
 Dans cette même année de 1782, 125 hommes d'élite d'Auxerrois prennent part à l'expédition conduite par La Pérouse contre les établissements anglais de la baie d'Hudson.

#### Période de paix
Le régiment, après s'être ainsi crée des titres de gloire indépendants de ceux qu'il pouvait réclamer comme descendant du régiment de La Marine, s'embarqua pour la France. Il arriva, le 21 juillet 1783, à Lorient, et fut aussitôt dirigé sur Verdun. 
En octobre 1785, il passa a Montmédy et en octobre 1786 à Mézières ou il était encore en 1789. 
En mai 1790 il était à Metz, et au mois d'octobre, il fut envoyé à Condé, où l'immigration lui enleva l'année suivante plusieurs officiers. 

### 12erégiment d'infanterieci-devant Auxerrois

#### Guerres de la Révolution
L'ordonnance du 1er janvier 1791 fait disparaître les diverses dénominations, et les corps d'infanterie ne sont désormais plus désignés que par le numéro du rang qu'ils occupaient entre eux. Ainsi, 101 régiments sont renommés et le régiment d'Auxerrois devient le 12e régiment d'infanterie de ligne. Les régiments sont toutefois largement désignés avec le terme ci-devant, comme 12e régiment d'infanterie ci-devant Auxerrois.
Le régiment est en garnison à Condé puis Dunkerque. En juin 1791, les officiers du 12e régiment, alors en garnison à Condé-sur-Escaut émigrèrent.
Au début de la guerre, en avril 1792, le 1er bataillon d'Auxerrois fait partie du 1er corps de l'armée du Nord et le 2e bataillon resta en garnison à Dunkerque.
1er bataillon
Le 1er bataillon se distingua le 6 novembre à la fausse attaque de Menin durant laquelle, le colonel Des Brunières, à la tête de son bataillon et du 1er bataillon de la Gironde fit preuve de bravoure. Le bataillon entra peu après en Belgique et passant par Tournai et Gand, il contribue à la conquête d'Anvers et y reste quelques mois en garnison. 
En mars 1793, il se trouve au combat d'Aix-la-Chapelle, au défenses de Menin et de Tongres. 
Revenu dans la Flandre, en 1793, il est au combat du camp de la Madeleine, le 30 avril, au combat de Raismes, le 8 mai, ou le général Dampierre est tué dans ses rangs. Le 24 du même mois on le voit à l'attaque de Tourcoing, le 10 juin à l'attaque de Wattrelos, le 22 juillet à celle de Werwicq, le 18 aout au combat de Linselles, le 27 à la prise de Tourcoing, et le 20 octobre au combat livré près de cette ville. Le 1er bataillon d'Auxerrois fit ensuite partie de l'armée de Sambre-et-Meuse, et est incorporé, le 30 décembre 1793, dans la 23e demi-brigade de première formation.
2e bataillon
Le 2e bataillon quitta Dunkerque en 1793 et fit, lui aussi, partie de l'armée du Nord. II mérita une mention honorable dans le rapport des combats livrés les 23 et 24 mai contre les troupes hollandaises entre Menin et Tourcoing. Le 23 surtout, à l'attaque du poste de Boucq, près de Lille, le bataillon se conduisit avec la plus grande distinction. Le 18 aout, au combat de Linselles, il s'empara d'une redoute, dont la prise eut assuré le succès complet de la journée, si l'ennemi n'eût reçu un renfort de 4 000 Anglais devant lequel le bataillon dut céder. Le 2e bataillon d'Auxerrois participa ensuite, sous le commandement du général Jourdan, a toutes les opérations qui eurent pour résultat la conquête définitive de la Belgique, et, le 27 décembre 1793, il servit de noyau à la 24e demi-brigade de première formation.
Ainsi disparaît pour toujours le 12e régiment d'infanterie ci-devant Auxerrois, partageant le sort de tous ces vieux régiments qui depuis deux siècles avaient défendu si intrépidement la patrie contre toutes les coalitions.

## Personnalités
- Camille-Charles Le Clerc de Fresne, alors lieutenant-colonel